# Конда, Исхаку
Исхаку Конда (англ. Ishaku Konda; 11 сентября 1999) — ганский футболист, центральный защитник.

## Биография
В начале взрослой карьеры выступал на родине за клуб «Ва Олл Старз», позже переименованный в «Легон Ситиз». В сезоне 2016 года вышел на поле в 14 матчах чемпионата Ганы и стал чемпионом страны. В сезоне 2018 года сыграл не менее 11 матчей. В январе 2019 года перешёл в австрийский клуб ЛАСК (Линц), подписав годичный контракт, но играл только за его фарм-клуб — «Юниорс» (Пашинг) во втором дивизиона Австрии, провёл за год 17 матчей.
В начале 2020 года подписал контракт с ганским клубом второго дивизиона «Асоква Депортиво». В марте 2021 года был отдан в годичную аренду в эстонский клуб «Пайде ЛМ», где сыграл 21 матч в чемпионате страны, одну игру в Кубке Эстонии и два матча в Лиге конференций. В эстонском клубе играл вместе с ещё двумя ганцами — Абдул Разаком Юсифом и Деабеасом Овусу. Вместе с «Пайде» стал бронзовым призёром чемпионата Эстонии 2021 года. Весной 2022 года на правах аренды выступал за клуб чемпионата Чехии «Динамо» (Ческе-Будеёвице).
В октябре 2022 года подписал двухлетний контракт с другим чешским клубом — «Яблонец».
Выступал за молодёжную сборную Ганы (до 20 лет) и был её капитаном. На молодёжном чемпионате Африки 2019 года в Нигере сыграл все 3 матча, а его команда не смогла выйти из группы.

## Достижения
- Чемпион Ганы: 2016
- Бронзовый призёр чемпионата Эстонии: 2021